# Beamys hindei
Beamys hindei је врста глодара из породице Nesomyidae.

## Распрострањење
Ареал врсте је ограничен на мањи број држава. 
Присутна је у следећим државама: Замбија, Кенија, Танзанија и Малави.

## Станиште
Станиште врсте су шуме. 
Врста је по висини распрострањена од нивоа мора до 2.000 метара надморске висине.

## Угроженост
Ова врста је наведена као последња брига, јер има широко распрострањење и честа је врста.